# 조종화
조종화(1974년 4월 4일 ~ )는 대한민국의 전 축구 선수이자 축구 지도자이다. 현역 시절 포지션은 수비수였다.

## 축구인 경력

### 선수 경력
1997년 포항 스틸러스에 입단하였지만, 포항에선 큰 활약을 보여주지 못하면서 출장 기회를 잡지 못하였고, 2003년 수원 시청의 창단 멤버로 입단하였다.
하지만 시즌 중반 울산 현대미포조선 돌고래와의 경기에서 아킬레스건이 끊어지는 큰 부상을 입었고, 이후 재활훈련에 매달렸으나 결국 이른 나이에 은퇴했다.

### 지도자 경력
은퇴 후 수원 시청의 김창겸 감독의 도움을 받아 수원 시청의 코치로 취임하였고, 2010년 김창겸 감독과 함께 내셔널리그 지도자상을 수상하였다.
조덕제 감독 부임 이후에도 팀에 잔류하여 조덕제감독을 보좌하였다. 2013년 팀이 프로에 승격한 이후에도 팀에 남았으며, 2015년 수원의 기적의 K리그 클래식 진출을 이끌었다.
2017시즌 중반 조덕제 감독이 사임하면서 수원의 감독 대행직에 올랐고, 8월 27일 안양전을 통해 감독 대행으로서 처음 팀을 지휘하였으며, 9월 2일 서울 이랜드전에서 3:1 승리를 거두면서 8경기 만에 승리를 거두었다.
2018년 옌볜 푸더의 수석 코치로 부임하였다.